# Ә̃
Cette page contient des caractères spéciaux ou non latins. S’ils s’affichent mal (▯, ?, etc.), consultez la page d’aide Unicode.
Ne doit pas être confondu avec la lettre latine schwa tilde latin (Ə̃ ə̃).
Le schwa tilde (capitale Ә̃, minuscule ә̃) est une lettre de l'alphabet cyrillique, composée du Ә (schwa cyrillique) et du tilde. Elle a été utilisée en khinalug.

## Utilisation
Le schwa tilde ‹ ә̃ › a été utilisé dans l’écriture du khinalug, notamment dans la grammaire khinalug de Decheriev publiée en 1959,.

## Représentations informatiques
Le schwa tilde peut être représenté avec les caractères Unicode suivants :
- décomposé (cyrillique, diacritiques) :

| formes    | représentations | chaînes de caractères | points de code | descriptions                                        |
| --------- | --------------- | --------------------- | -------------- | --------------------------------------------------- |
| capitale  | Ә̃               | Ә◌̃                    | U+04D8 U+0303  | lettre majuscule cyrillique schwa diacritique tilde |
| minuscule | ә̃               | ә◌̃                    | U+04D9 U+0303  | lettre minuscule cyrillique schwa diacritique tilde |